# Campeonato Nacional da 1ª Divisão de Andebol 1969–70
O Campeonato Português de Andebol Masculino (Seniores) de 1969/70 foi a 18ª edicão, competição organizada pela Federação de Andebol de Portugal. O Sporting CP conquistou o seu 7º Título. (2º consecutivo - Bicampeão).

## CN Classificação
| Pos | Equipa             | J  | V  | E | D | GM  | GS  | Diff | Pts |
| --- | ------------------ | -- | -- | - | - | --- | --- | ---- | --- |
| 1   | Sporting CP        | 10 | 10 | 0 | 0 | 222 | 141 | +81  | 20  |
| 2   | FC Porto           | 10 | 7  | 0 | 3 | 222 | 146 | +76  | 14  |
| 3   | Belenenses         | 10 | 7  | 0 | 3 | 194 | 140 | +54  | 14  |
| 4   | Vitória de Setúbal | 10 | 3  | 0 | 7 | 188 | 207 | -19  | 6   |
| 5   | Senhora da Hora    | 10 | 2  | 0 | 8 | 187 | 253 | -66  | 4   |
| 6   | Beira Mar          | 10 | 1  | 0 | 9 | 106 | 232 | -126 | 2   |